# Бар, Маргарета фон
Мария Элисабет Маргарета фон Бар (швед. Maria Elisabeth Margaretha von Bahr в девичестве — Васениус (швед. Wasenius); 11 декабря 1921, Хельсинки, Финляндия — 21 февраля 2016, Хельсинки) — финская балерина шведского происхождения; с 1946 по 1964 годы — прима-балерина Финского национального балета, киноактриса, хореограф, преподаватель, профессор (1979).

## Биография
Родилась в Хельсинки, в Финляндии в шведско-русской семье.
В 1938 году была приглашена в труппу Финского национального балета. В период Второй мировой войны работала в Стокгольме в драматическом театре. После войны вернулась в Финляндию и с 1946 по 1964 годы была прима-балериной в Финском национальном балете. В её репертуаре все главные партии основных балетных постановок того времени. Гастроли танцовщицы прошли в более чем десяти странах мира.
В 1964 году основала собственную балетную школу «Balettistudion». Выполнила хореографию нескольких современных балетных постановок на музыку финских композиторов.
После выхода на пенсию продолжила преподавание в балетной школе и выполнение хореографий для Финского национального балета и для городского театра Хельсинки. В 1979 году удостоена звания почётного профессора.
В 1957 году была награждена высшей государственной наградой Финляндии для деятелей искусств — «Pro Finlandia».

## Семья
- Отец — финский швед
- Мать — русская
- Бабушка — певица
- Сын — Роберт фон Бар[фин.] (род. 1943), продюсер
- Сын — Рики Сорса[фин.] (род. 1952) финский поп-музыкант